# Anja Smits
Anja Smits född 24 oktober 1959 i Rotterdam är en svensk-nederländsk seniorprofessor i neurologi vid Göteborgs universitet samt författare.

## Biografi
Smits är född och uppvuxen i Rotterdam i Nederländerna. Efter medicinstudier vid universitetet i Leiden flyttade hon till Uppsala där hon specialiserade sig inom neurologi. Hon disputerade där 1992 på en avhandling rörande bildningen av tillväxtfaktorn PDGF i olika typer av friska och cancersjuka celler.

### Forskning
Efter att ha arbetat i Uppsala men även i Skottland och Danmark kom hon till Göteborgs universitet 2017 till en tjänst som professor i neurologi. Hon har där varit en del av en stor grupp som studerar olika former av hjärntumörer. Gruppen har bland annat fokuserat på lågmaligna gliom, en långsamtväxande hjärntumörsjukdom, som efter ett antal års tid kan utvecklas till en mer aggressiv sjukdom. Hon pensionerade sig 2024 men har fortsatt att arbeta som seniorprofessor. Smits vetenskapliga publicering har (2025) enligt Scopus närmare 5 000 citeringar och ett h-index på 38.

### Författarskap
Smits debuterade 2022 som skönlitterär författare med Den tysta korridoren. Läsaren får i romanen följa två huvudkaraktärer där den ena är en driven vetenskapsman, fysikern David Tellman, och den andra är en cancerforskare, Mette Øst, nyinflyttad från Danmark. Fysikern Tellman drabbas av ett epileptiskt anfall och får beskedet att han har en hjärntumör. Onkologen Mette Øst blir hans behandlande läkare, och hon kämpar för att stå emot de svenska sjukvårdshierarkierna, där härskar- och tystnadskultur sitter i väggarna.
Hon har därefter gett ut romanen Arthur (2025) som handlar om plötslig sjukdom och den destruktiva kraften av att bära på familjehemligheter.